# 御夫座冰原島峰

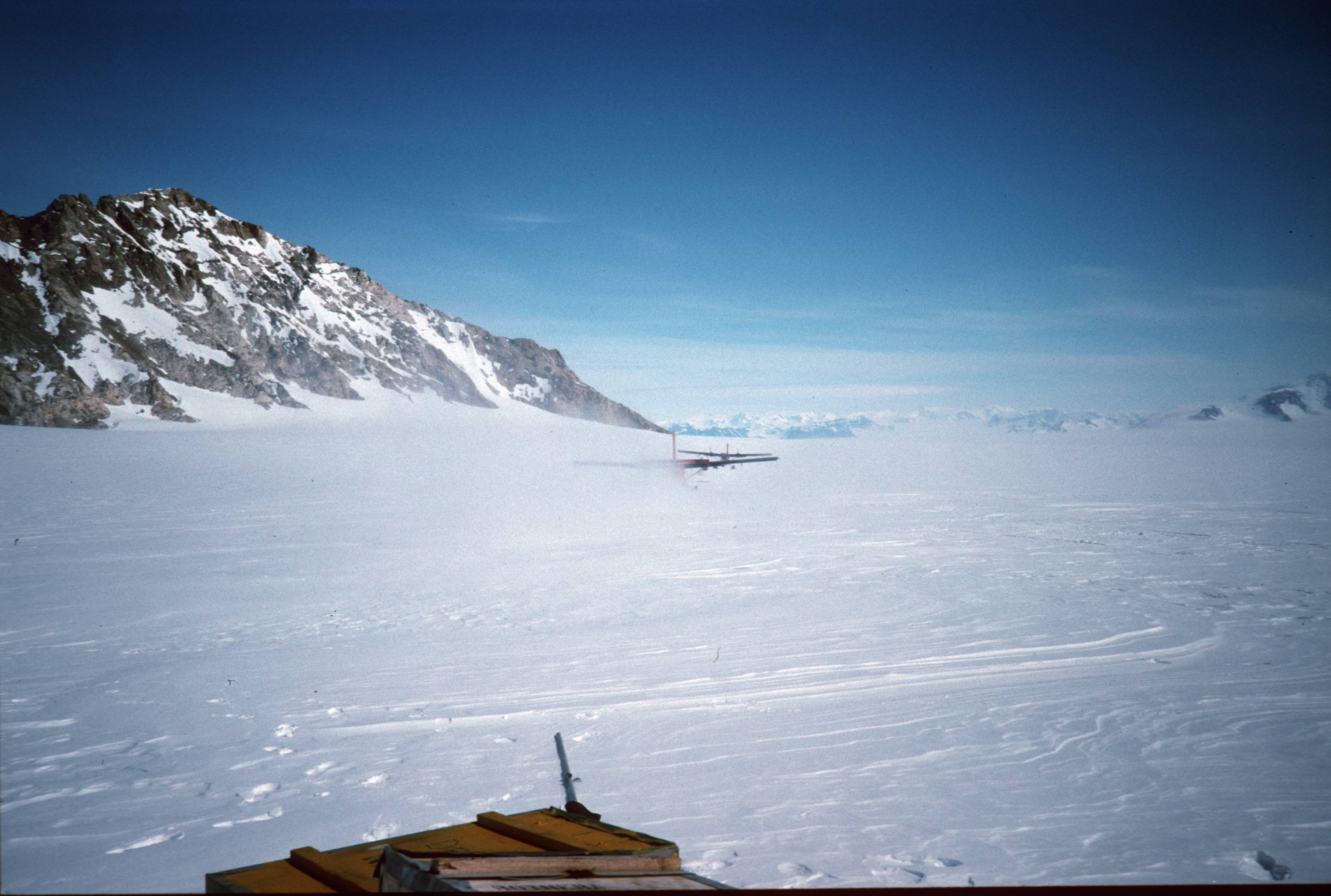

70°42′S 66°38′W / 70.700°S 66.633°W
御夫座冰原島峰（英語：Auriga Nunataks），是南極洲的冰原島峰，位於帕爾默地，處於韋德角以東34公里，以御夫座命名，該島峰現時由南極條約體系管理。